# Moschee Raižiai

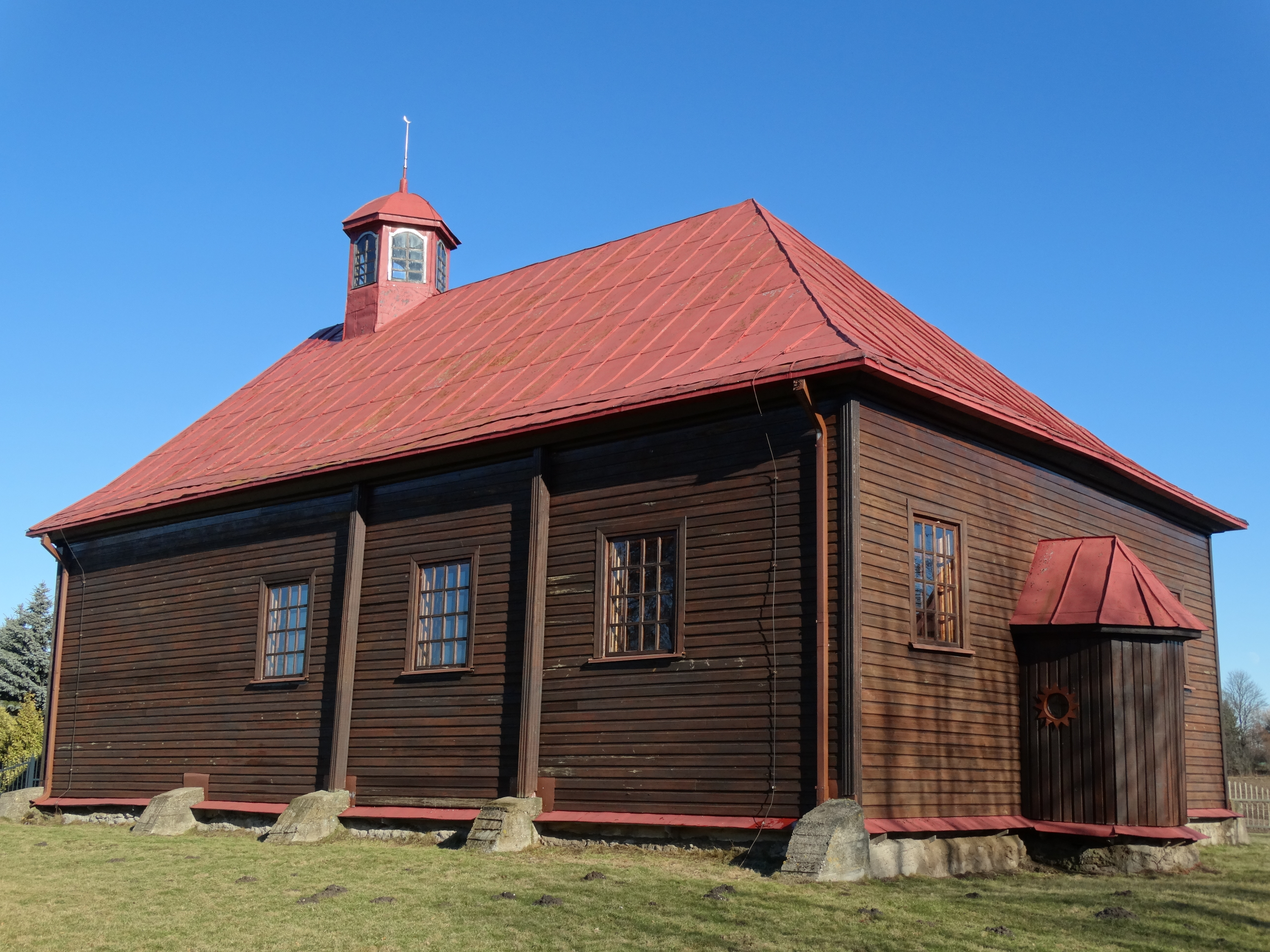
Moschee in Raižiai

Die Moschee Raižiai ist eine Sunniten-Moschee im Dorf Raižiai, Amtsbezirk Punia, in der Rajongemeinde Alytus im Bezirk Alytus, Litauen. 1663 wurde sie zum ersten Mal urkundlich erwähnt.
1889 wurde die heutige Moschee gebaut und 1993 erneuert. In Sowjetlitauen war diese Moschee die einzige geöffnete litauische Moschee. Im Dorf gibt es eine registrierte muslimische Religionsgemeinde. Die Moschee Raižiai ist ein Kulturdenkmal.